# Distroff
Distroff település Franciaországban, Moselle megyében. Lakosainak száma 1853 fő (2022. január 1.). Distroff Elzange, Inglange, Kuntzig, Metzervisse, Valmestroff és Stuckange községekkel határos.

## Népesség
A település népességének változása:
| Lakosok száma | 1016 | 1436 | 1421 | 1470 | 1661 | 1701 | 1773 | 1828 | 1830 | 1853 |
|               | 1968 | 1982 | 1990 | 2006 | 2013 | 2015 | 2017 | 2019 | 2020 | 2022 |